# Motovetturetta Carrozata Originale Resistentissima
Motovetturetta Carrozata Originale Resistentissima war ein italienischer Hersteller von Automobilen.

## Unternehmensgeschichte
Das Unternehmen aus Turin begann 1921 unter Leitung von Armino Mezzo mit der Produktion von Automobilen. Der Markenname lautete Motocor, auch Moto-Cor geschrieben. 1924 endete die Produktion nach etwa 50 hergestellten Exemplaren.

## Fahrzeuge

### Motocor
Das einzige Serienmodell war ein Dreirad, bei dem sich das einzelne Rad hinten befand. Die beiden Sitze waren hintereinander angeordnet. In der Standardausführung war der Fahrersitz vorne, in der Taxiausführung hinten. Daneben gab es einen Lieferwagen. Für den Antrieb standen verschiedene Zweizylinder-Boxermotoren mit 575 cm³ bis 745 cm³ Hubraum zur Verfügung.

### Edit
1924 entstand ein vierrädriger Kleinwagen. Für den Antrieb sorgte ein luftgekühlter Zweizylindermotor mit 1020 cm³ Hubraum. Dieses Modell sollte unter dem Markennamen Edit in Produktion gehen, doch dazu kam es nicht mehr.